# Dlouhý pochod 4C
Dlouhý pochod 4C, také známý jako Changzheng 4C (CZ-4C) a Long March 4C (LM-4C), dříve označený jako Dlouhý pochod 4B-II, je čínská třístupňová nosná raketa, která je vypouštěna z kosmodromů Ťiou-čchuan, Tchaj-jüan a Si-čchang.
Protože byla během svého prvního startu stále označena jako Dlouhý pochod 4B-II – první start je tedy často připisován pro raketu Dlouhý pochod 4B, od které je Dlouhý pochod 4C odvozen, má vylepšený horní stupeň, který je schopný provést několik zážehů nebo větší aerodynamický kryt.
1. září 2016 selhala raketa Dlouhý pochod 4C z důvodů, které dosud nebyly oznámeny. Raketa Dlouhý pochod 4C odstartovala z kosmodromu Tchaj-jüan v provincii Šan-si, ale nedosáhla plánované oběžné dráhy, na palubě byl satelit Gaofen-10.

## Popis stupňů
První stupeň rakety Dlouhý pochod 4C měří na výšku 27,91 metru a v průměru má 3,35 metru. Je vybeven čtyřmi motory YF-21C, tyto motory spalují asymetrický dimethylhydrazin jako palivo a oxid dusičitý jako okysličovadlo. Celkový tah motorů na prvním stupni je 2 961 kilonewtonů. Nádrže na tomto stupni pojmou 182 000 kilogramů paliva a okysličovadla. Specifický impuls motorů je 260 sekund.
Druhý stupeň má na výšku 10,9 metru a stejný průměr jako první stupeň, tedy 3,35 metru. Je vybaven jedním motorem YF-22C s tahem 742 kilonewtonů a specifickým impulsem 300 sekund. Dále je vybaven čtyřmi verniérovými motorky YF-23C s celkovým tahem 47 kilonewtonů. Všechny motory spalují směs asymetrického dimethylhydrazinu a oxidu dusičitého. Nádrže druhého stupně pojmou 52 700 kilogramů pohonných hmot.
Třetí stupeň má na výšku 14,7 metru a v  průměru má 2,9 metru. Je vybaven dvěma motory YF-40A s celkovým tahem 100 kilonewtonů a specifickým impulsem 303 sekund. Tyto motory spalují směs asymetrického dimethylhydrazinu a oxidu dusičitého. Nádrže třetího stupně pojmou 14 000 kilogramů pohonných hmot.

## Přehled startů
| Let číslo | Datum startu UTC         | Místo startu | Náklad                                    | Oběžná dráha  | Výsledek |
| --------- | ------------------------ | ------------ | ----------------------------------------- | ------------- | -------- |
| 1         | 26. dubna 2006 22:48     | TSLC LA-7    | Yaogan 1                                  | SSO           | Úspěch   |
| 2         | 11. listopadu 2007 22:48 | TSLC LA-7    | Yaogan 3                                  | SSO           | Úspěch   |
| 3         | 27. května 2008 03:02    | TSLC LA-7    | Fengyun 3A                                | SSO           | Úspěch   |
| 4         | 15. prosince 2009 02:31  | TSLC LA-9    | Yaogan 8 Xiwang 1                         | SSO           | Úspěch   |
| 5         | 5. března 2010 04:55     | JSLC LA-4    | Yaogan 9A Yaogan 9B Yaogan 9C             | LEO           | Úspěch   |
| 6         | 9. srpna 2010 22:49      | TSLC LA-9    | Yaogan 10                                 | SSO           | Úspěch   |
| 7         | 4. listopadu 2010 18:37  | TSLC LA-9    | Fengyun 3B                                | SSO           | Úspěch   |
| 8         | 29. května 2012 07:31    | TSLC LA-9    | Yaogan 15                                 | SSO           | Úspěch   |
| 9         | 25. listopadu 2012 04:06 | JSLC LA-4    | Yaogan 16A Yaogan 16B Yaogan 16C          | LEO           | Úspěch   |
| 10        | 19. července 2013 23:37  | TSLC LA-9    | Shijian 15 Shiyan-7 Chuangxin-3           | SSO           | Úspěch   |
| 11        | 1. září 2013 19:16       | JSLC LA-4    | Yaogan 17A Yaogan 17B Yaogan 17C          | LEO           | Úspěch   |
| 12        | 23. září 2013 03:07      | TSLC LA-9    | Fengyun 3C                                | SSO           | Úspěch   |
| 13        | 20. listopadu 2013 03:31 | TSLC LA-9    | Yaogan 19                                 | SSO           | Úspěch   |
| 14        | 9. srpna 2014 05:45      | JSLC LA-4    | Yaogan 20A Yaogan 20B Yaogan 20C          | LEO           | Úspěch   |
| 15        | 20. října 2014 06:31     | TSLC LA-9    | Yaogan 22                                 | SSO           | Úspěch   |
| 16        | 10. prosince 2014 19:33  | JSLC LA-4    | Yaogan 25A Yaogan 25B Yaogan 25C          | LEO           | Úspěch   |
| 17        | 27. srpna 2015 02:31     | TSLC LA-9    | Yaogan 27                                 | SSO           | Úspěch   |
| 18        | 26. listopadu 2015 21:24 | TSLC LA-9    | Yaogan 29                                 | SSO           | Úspěch   |
| 19        | 9. srpna 2016 22:55      | JSLC LA-4    | Gaofen 3                                  | SSO           | Úspěch   |
| 20        | 31. srpna 2016 18:50     | TSLC LA-9    | Gaofen 10                                 | SSO           | Neúspěch |
| 21        | 14. listopadu 2017 18:35 | TSLC LA-9    | Fengyun 3D HEAD-1                         | SSO           | Úspěch   |
| 22        | 31. března 2018 03:22    | TSLC LA-9    | Gaofen 1-02 Gaofen 1-03 Gaofen 1-04       | SSO           | Úspěch   |
| 23        | 10. dubna 2018 04:25     | JSLC LA-4    | Yaogan 31-01A Yaogan 31-01B Yaogan 31-01C | LEO           | Úspěch   |
| 24        | 8. května 2018 18:28     | TSLC LA-9    | Gaofen 5                                  | SSO           | Úspěch   |
| 25        | 20. května 2018 21:28    | XSLC LA-3    | Queqiao Longjiang-1 Longjiang-2           | L2 Země-Měsíc | Úspěch   |
| 26        | 22. května 2019 22:49    | TSLC LA-9    | Yaogan 33                                 | SSO           | Neúspěch |
| 27        | 4. října 2019 18:51      | TSLC LA-9    | Gaofen 10-2                               | SSO           | Úspěch   |
| 28        | 27. listopadu 2019 23:52 | TSLC LA-9    | Gaofen 12                                 | SSO           | Úspěch   |
| 29        | 27. prosince 2020 15:40  | JSLC LA-4    | Yaogan 33 Jiama Shexian Bao Tance Weixing | SSO           | Úspěch   |
| 30        | 29. ledna 2020 04:47     | JSLC LA-4    | Yaogan-31 02A Yaogan-31 02B Yaogan-31 02C | LEO           | Úspěch   |
| 31        | 24. února 2021 02:22     | JSLC LA-4    | Yaogan-31 03A Yaogan-31 03B Yaogan-31 03C | LEO           | Úspěch   |
| 32        | 13. března 2021 02:19    | JSLC LA-4    | Yaogan-31 04A Yaogan-31 04B Yaogan-31 04C | LEO           | Úspěch   |
| 33        | 30. března 2021          | JSLC LA-4    | Gaofen 12-2                               | SSO           | Úspěch   |